# منتخب سلوفاكيا لكرة اليد للسيدات
منتخب سلوفاكيا لكرة اليد للسيدات هو الممثل الرسمي لسلوفاكيا في رياضة كرة اليد. شارك في بطولة العالم لكرة اليد للسيدات مرة واحدة وكانت تلك المشاركة في سنة 1995، حقق فيها المركز الثاني عشر. شارك في بطولة أوروبا لكرة اليد للسيدات مرتين وكانت المشاركة الأولى في سنة 1994، كان أفضل مركز له فيها هو الثاني عشر.